# Amaru Yupanqui
Amaru Yupanqui, également appelé Amaru Tupac Inca, (du quechua Amaru Yupanki, Amaru Tupaq Inka), est un co-régent inca. Il règne dans les années 1450. Souvent reconnu comme un souverain calme et clément, il est loin d'être un chef de guerre sanguinaire. Malgré ses qualités, son mépris pour la guerre le rend inapte à gouverner car l’Empire inca a besoin d’un empereur expérimenté dans les affaires militaires afin de faire face aux dangers de l’époque.

## Biographie

### Débuts
Fils de l’empereur Pachacutec et de la Qoya Mama Anawarki (la Qoya est l'épouse principale ayant la position de reine ou d'impératrice auprès de l'empereur inca), il naît à Pomacocha (du quechua Pumaqucha) alors que son père marche sur Vilcashuaman. De retour à Cuzco, Pachacutec organise de grandes festivités pour célébrer sa naissance.
Selon la plupart des chroniques espagnoles, Amaru Yupanqui est un homme calme et prudent, parfois qualifié de « philosophe ». Il fait édifier de nombreux bâtiments importants tant à Cuzco que dans les localités voisines. De plus, il aime les travaux agricoles. Le peuple se réjouit lorsque le souverain choisit Amaru Yupanqui, très populaire parmi les sujets de l'Empire inca, comme son successeur et co-régent.
Il est le fils préféré de Pachacutec, d’où son choix de le nommer son successeur,.

### Co-règne
Le jour du couronnement, le prince épouse la Qoya Curi Ocllo, appelée par d’autres sources Chimpu Ocllo. Il choisit comme résidence le palais de Hatuncancha à Cuzco. Son règne dure entre cinq et dix ans.
Quoique assez doué pour l’administration de l’État, le prince héritier ne pût se familiariser avec ses tâches militaires. L'empereur Pachacutec envoie une armée à la conquête des peuples de l’Amazonie, mais cette expédition se révèle désastreuse,. Les Incas, habitués aux hautes montagnes des Andes, sont surpris par le climat humide de la forêt tropicale. Rendu furieux par cette défaite, Pachacutec décide de prendre la tête de ses forces armées et les redirige vers la forêt tropicale. Durant l’absence du souverain, une révolte fomentée par les Kollas ou Collas, anciennement les plus puissants et les plus riches seigneurs de l’Altiplano andin, éclate aux abords du lac Titicaca. Tout d’abord, Pachacutec croit pouvoir mettre fin lui-même à cette insurrection. La révolte semble terminée et Pachacutec repart  à Cuzco. Les Collas reprennent immédiatement les armes. Amaru, en sa qualité de co-régent, est chargé de faire cesser la rébellion. Ses deux frères l'accompagnent. Les décisions d’Amaru sont toutes désastreuses pour l’armée inca et, sans l’aide de ses frères, il l'aurait conduite à un véritable désastre. Le Sapa Inca évalue les capacités de son fils lors d'une campagne au Kunti Suyu, contre les Chumbivilcas et Yanuahuara, aux environs d'Arequipa. Pachacutec constate alors que le jeune Amaru est dépourvu de capacités militaires. De plus, les nobles Incas (dits les « oreillards ») manifestent leur opposition à son co-règne. Amaru cède volontairement sa position et son frère Tupac Yupanqui est élu nouveau successeur et co-régent. L’historien Henri Favre estime quant à lui improbable l’existence d’un «co-gouvernement», indiquant plutôt que Tupac Yupanqui, au retour de ses expéditions militaires, force Pachacútec d’abdiquer et de le nommer successeur à la place d’Amaru.
Cependant, même après son co-règne, Amaru a encore une grande influence sur les décisions politiques et administratives de l’État. En l’absence de son frère ou de son père, il gouverne de fait Cuzco. Il est nommé à la tête du panaca (lignage) de Tupac Yupanqui. Amaru est aussi chargé de l’entretien des sanctuaires du Collasuyu. De plus, il occupe une place d’honneur auprès de Tupac Yupanqui lors des triomphes militaires. Il a également la jouissance d'une résidence impériale.
L’historien bolivien Mariano Baptista Gumucio (es) présente différemment les faits. D'après lui, Amaru reste co-régent et, à la mort de son père, en 1478, il devient seul souverain des territoires incas. Cependant, il aurait été renversé rapidement par Tupac Yupanqui à cause de son manque de capacités militaires.

### Mort
Il est probablement mort avant Tupac Yupanqui puisqu’il n'est pas l’Inca dirigeant les opérations lors des querelles de successions qui suivent la mort de Tupac, du moins n'est-il plus à la tête du panaca.
La dernière mention d'Amaru faite par les chroniqueurs espagnols le montre à Cuzco tandis que son frère Tupac Yupanqui, désormais unique empereur, entreprend des campagnes militaires au Chili.

## Inca Yupanqui
Garcilaso de la Vega mentionne un Inca Yupanqui, souverain Inca (Sapa Inca ou Cápac Inca) dont le règne a lieu entre ceux de Pachacutec et de Tupac Yupanqui, et qui aurait été le père de ce dernier ; cette thèse est soutenue par l’historien péruvien Julio Rolando Villanueva Sotomayor. Garcilaso écrit que la plupart des chroniqueurs espagnols confondent les noms des souverains incas, et que la dénomination Inca Yupanqui, présente dans les noms de Pachacutec et de Tupac (Pachacútec Inca Yupanqui, Túpac Inca Yupanqui), correspond en fait à une personne à part entière. Pedro Cieza de León mentionne également un Inca Yupanqui, mais il fait référence à l’empereur Pachacutec. La majorité des chroniqueurs reconnaît l’existence d’Amaru, mais  écrit qu’il est seulement co-régent auprès de son père et que Tupac succède à ce dernier,,. L’ethnohistorienne María Rostworowski indique que Garcilaso de la Vega évite de mentionner la diarchie inca, car il craint que cela ne rende sa chronique moins compréhensible auprès du lecteur européen pouvant en déduire que Tupac Yupanqui est un usurpateur.

## Note
1. ↑  La loi du « plus capable » fixe la légitimité comme étant dépendante de l'aptitude au gouvernement et aux armes de la personne succédant à l'empereur inca. Quoique cette loi n'eût pas de caractère contraignant, elle est tout de même un idéal suivi dans beaucoup de cas par l'empereur inca. Le co-règne du successeur est censé lui donner un avant-goût du pouvoir, mais aussi évaluer ses capacités. Dans le cas d'Amaru, la loi du « plus capable », relative à une longue tradition de guerres sanglantes dirigées par les Incas, et à la nécessité d'avoir un souverain militairement expérimenté afin de protéger l'Empire inca encore naissant sont les facteurs ayant comme résultat final l'échec du règne d'Amaru. [Voir sur ce sujet : María Rostworowski, Le Grand Inca, Paris, Tallandier (ISBN 978-2-84734-462-2)]